# Britischer Adel
Der britische Adel entwickelte sich aus den Grundlagen, die Wilhelm der Eroberer durch die nach 1070 einsetzende Enteignung des altenglischen Adels geschaffen hatte. Anstatt der bisherigen Besitzer von Grund und Boden setzte Wilhelm seine normannischen Ritter als Lehnsherren ein, so dass auf der Insel der Adel vollständig ein belehnter Adel war, der mit seinem ganzen Besitz dem König zu Gefolgschaftsleistungen zur Verfügung stand (siehe Domesday Book).

## Überblick
Der heutige britische Adel ist in zwei Klassen eingeteilt. Er besteht aus der Gentry als dem niederen Adel und der Peerage oder Nobility als dem hohen Adel. Jeder britische Adelstitel kann zu einem gegebenen Zeitpunkt nur von einer lebenden Person getragen werden. Als Angehörige des hohen Adels gelten im britischen System also nur jene Personen, denen der Titel entweder neu verliehen wurde oder jene, die ihn nach dem Tod des vorigen Trägers ererbt haben (sogenannte Inhaber eines Titels in their own right). Nur sie und ihre Ehefrauen (nicht aber Ehemänner weiblicher Titelträger) werden tatsächlich zur Peerage bzw. Nobility im engeren Sinne gezählt, während ihre Kinder und Nachkommen im Mannesstamm lediglich zur Gentry gehören. Diese Unterscheidung spielt insbesondere bei den höheren Rängen der Peers eine Rolle: Im englischen Hochadel ist es üblich, dass das älteste Kind bzw. der älteste Sohn (Töchter haben im Regelfall kein Erbrecht) den Titel erbt. Der größte Teil des britischen Adels ist daher untituliert. Ein bekanntes Beispiel etwa ist Winston Churchill, der zwar in männlicher Linie ein Enkel des Duke of Marlborough war, aber ohne Titel geboren wurde, da sein Vater Lord Randolph Churchill lediglich der jüngere Sohn des Dukes war.
Strenggenommen gilt jeder, der als britischer Staatsbürger ein offizielles englisches oder schottisches Wappen erhält, sowie seine Nachfahren im Mannesstamme (in Schottland auch die Nachfahren von Erbtöchtern) als adelig im kontinentalen Sinne.

## Rolle des Adels
Die Rolle des Adels, besonders der Gentry, beim Aufbau des Britischen Empire ist nicht zu unterschätzen. Aus der Gentry und den jüngeren, unbetitelten Söhnen der Nobility ergänzte sich das Offizierskorps und zum Teil auch die Politikerschicht Großbritanniens und seiner Kolonien. Großbritannien ist auch noch heute eines der wenigen europäischen Länder, in denen nach wie vor Nobilitierungen stattfinden. Auf Vorschlag des Premierministers werden die Adelstitel dabei durch den Monarchen verliehen. Standeserhöhungen sind in der britischen Gesellschaft erstrebenswert und bedeuten viel gesellschaftliches Ansehen und Prestige. Sie gelten als Beweis des Erfolgs. Die allermeisten Titelverleihungen erfolgen dabei seit 1965 ad personam; die bislang letzte Verleihung eines erblichen Titels erfolgte 1991. Der untitulierte Adel wird jedoch jedes Jahr durch Wappenverleihungen erneuert.
Der niedere Adel grenzt sich nicht wie auf dem Kontinent scharf vom Bürgertum ab – erfolgreiche Bürgerliche wurden bis Anfang des 20. Jahrhunderts mit dem Ziel, diesem beizutreten, landsässig, und nach wie vor ist es möglich, in den britischen Adel ohne die Verleihung einer Peers-, Baronets- oder Knight-Würde hineinzuwachsen. Wesentlich für die unanfechtbare Zugehörigkeit zum niederen Adel ist die legale Führung eines Wappens, Wappen werden nicht vom Monarchen selbst, sondern von den Wappenkönigen der beiden Länder Großbritanniens verliehen. Daher konnte sich in Großbritannien keine explizit nichtadelige historische Oberschicht (Patriziat, Großbürgertum) etablieren – Familien, die auf dem Kontinent als großbürgerlich gelten würden, wachsen in Großbritannien meist früher oder später in den Adel hinein, und zwischen der Nobility und der Gentry gibt es keine Standesschranken wie zwischen dem Hochadel, Niederadel und dem Großbürgertum Kontinentaleuropas.

## Die Gentry
Die Gentry setzt sich zusammen aus dem titulierten und untitulierten niederen Adel:
1. den Baronets,
2. den Knights,
3. den Esquires,
4. den Gentlemen.

Den Kern der Gentry bildeten Landbesitzer, deren Besitzungen auf königliche Lehen zurückgingen. Das 19. und das 20. Jahrhundert brachten schließlich große, durch Nobilitierungen entstandene Scharen von besitzlosen Adligen in die Gentry. So betrachtete besonders Königin Victoria die Erhebung zum Baronet als einen einfachen Weg, erfolgreiche Unternehmer auszuzeichnen, ohne ihnen gleich den Weg in die Peerage zu öffnen.
Sowohl Knights als auch Baronets führen vor ihrem Vornamen das Prädikat „Sir“, ihren Ehefrauen steht die Höflichkeitsanrede als „Lady“ und dem Nachnamen zu. Titelträgerinnen führen vor ihrem Vornamen das Prädikat „Dame“, ihre Ehemänner tragen keine besondere Höflichkeitsanrede. Der wesentlichste Unterschied zwischen Knight und Baronet besteht darin, dass die Würde eines Knight nicht erblich ist und daher von einer Person immer erst erworben werden muss. Die Würde eines Baronet hingegen ist in der männlichen Linie nach dem Recht der Erstgeburt erblich.
Untitulierter Landadel besteht aus den Familien, die man in ihren lokalen Gegenden als Principal residents (Haupteinwohner) ansieht, und bei denen man beinahe so hochachtungsvoll handelt, als ob sie Titel besitzen. Offiziere der Marine und des Landheers gehörten historisch meistens solchen Familien an, z. B. John Byam, der als Offizieranwärter auf der Bounty diente, und der Meuterei beschuldigt wurde. Die untitulierte Gentry war auch ein Lieblingsmilieu sehr vieler Schriftsteller des 19. Jahrhunderts, z. B. Jane Austen und Anthony Trollope.

### Baronet
Der Begriff Baronet wurde ursprünglich im Mittelalter für Barone verwendet, die das Recht auf einen Sitz im Parlament verloren hatten. Als eigener Rang des niederen Adels wurde die Würde von König Jakob I. im Jahr 1611 eingeführt, um die Besiedlung Irlands voranzutreiben. Männern bürgerlicher Herkunft wurde auf diesem Weg gegen Gebühr die formale Integration in den erblichen Adel ermöglicht, wofür der König im Gegenzug die Staatskasse auffüllen konnte. Die bislang letzte Erhebung in den Stand eines Baronet fand 1991 statt.

### Knight
Die Würde eines Knight entwickelte sich aus dem mittelalterlichen Rittertum und war im Lauf der Zeit diversen Veränderungen ausgesetzt. Heute wird sie meist in der Form des Knight Bachelor verliehen, seltener durch Auszeichnung mit einer hohen Stufe in einem staatlichen Verdienstorden (z. B. als Knight Commander oder Knight Grand Cross). Während die Würde eines Knight Bachelors ausschließlich an Männer verliehen wird, kann die Ritterwürde der staatlichen Verdienstorden auch an Frauen verliehen werden (z. B. als Dame Commander oder Dame Grand Cross). Die Verleihungszeremonie umfasst grundsätzlich für alle Knights und Dames den Ritterschlag durch den König. Früher gab es auch die Ritterränge eines Knight Banneret und eines Knight of the Bath, die seit dem 17. Jahrhundert nicht mehr verliehen werden.

### Esquire
Zu den Esquires zählen etwa die jüngeren Söhne erblicher Peers sowie die ältesten Söhne von Knights und (bis zum Eintritt des Erbfalls) von Baronets und ihre Nachkommen nach dem Recht der männlichen Erstgeburt. Auch bestimmte Ämter und Dienstgrade sind mit der Würde des Esquire verbunden. Der Standestitel eines Esquire ist kein Adelstitel, Esquires gelten daher als untituliert.

### Gentleman
Der niedrigste Adelsrang in Großbritannien ist der des Gentleman („Edelmann“). Gentlemen sind alle Wappenträger, alle Nachkommen im Mannesstamme von Peers, Baronets und Knights, sowie die Inhaber bestimmter Ämter oder Dienstgrade (nur in diesem Fall kann man tatsächlich von persönlichem Adel sprechen). Für den Zugang zu den Adelsrängen des Malteserordens ist in Großbritannien daher vor allem der Nachweis der Wappenführung relevant. Es ist auch möglich, ohne eine Wappenverleihung oder ein entsprechendes Amt in die Gentry hineinzuwachsen, wobei Gutsbesitz, ein bestimmter Habitus (wie er an den Public Schools vermittelt wird) und Heiraten wichtige Faktoren sind. Nur eine Wappenverleihung kann aber den Status vollkommen legalisieren und unbeschränkt erblich machen.

## Die Peerage

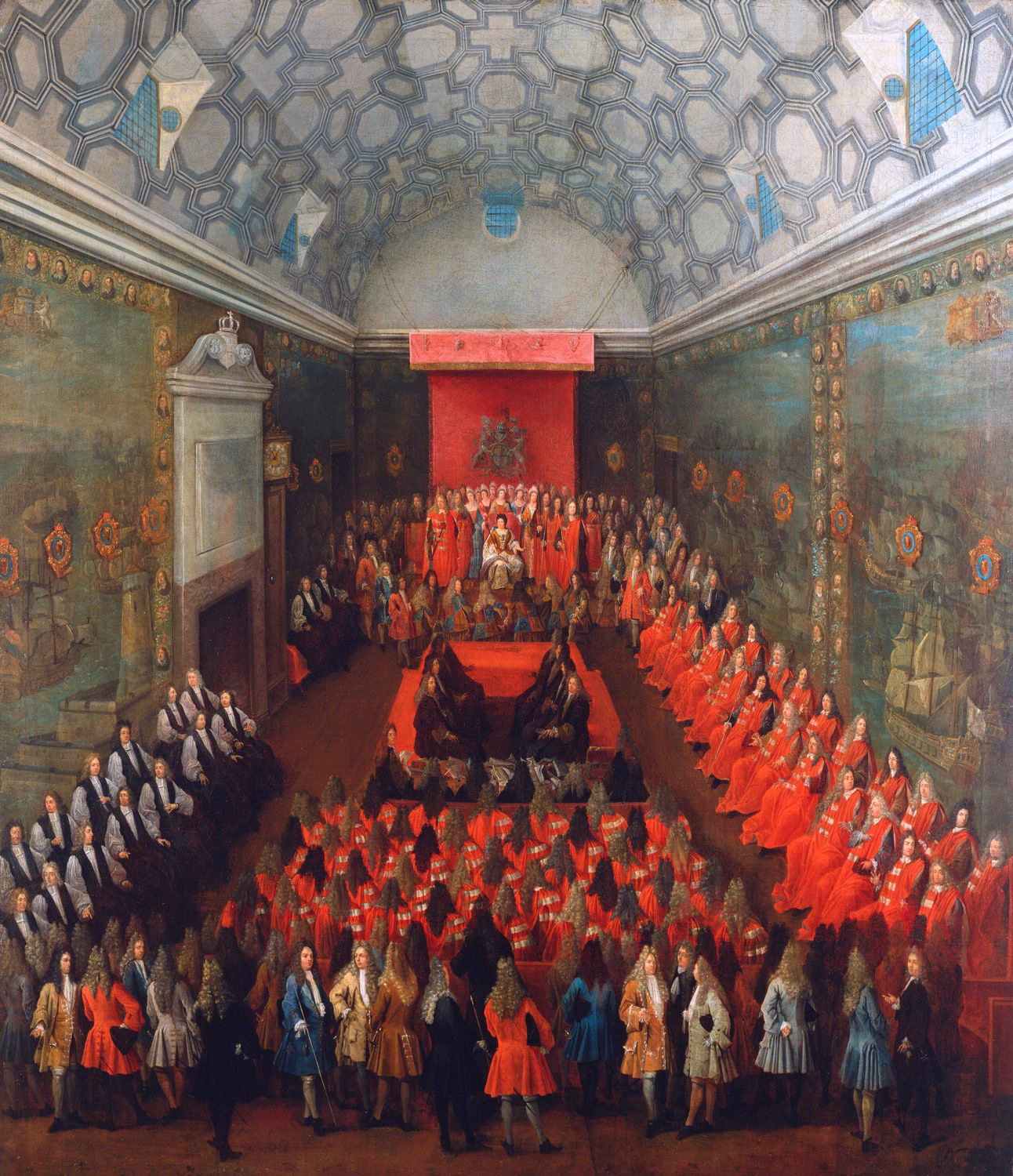
Königin Anne hält eine Thronrede vor dem House of Lords, ca. 1708–14.

Gemeinsames Kennzeichen aller Mitglieder des höheren britischen Adels (Peers) ist, dass sie bis zum House of Lords Act 1999 aufgrund ihres Adelstitels unmittelbar Anspruch auf einen Sitz im House of Lords und damit im Parlament hatten. Die Nobility oder Peerage umfasst fünf Stufen:
1. Duke (Herzog)
2. Marquess (Markgraf)
3. Earl (Graf)
4. Viscount („Vizegraf“)
5. Baron (Freiherr)

Der Titel eines Prinzen (Prince) oder einer Prinzessin (Princess) steht außerhalb des britischen Adels und kommt ausschließlich Nachkommen des Monarchen bzw. deren Ehepartnern zu. Die Söhne eines Monarchen sind nicht automatisch Mitglieder der Peerage, erhalten aber normalerweise spätestens bei der Hochzeit entsprechende Titel (zumeist als Duke) verliehen. Während die Nachfahren der Welfen auf dem britischen Thron den Titel Prince of Great Britain and Ireland führen, verwenden die Nachkommen Königin Victorias seit der Teilung Irlands 1922 den Titel Prince of Great Britain and Northern Ireland. Seit 1917 sind aufgrund einer Reform König Georgs V. nur mehr die Kinder und die Enkel der männlichen Kinder des Monarchen „Prinz“ oder „Prinzessin“, während ihren eigenen Nachkommen die Anrede Lord oder Lady zusteht. (Der Titel Prince of Wales des britischen Kronprinzen ist nicht mit „Prinz von Wales“, sondern „Fürst von Wales“ zu übersetzen. Beide germanische Titel haben in romanischen Sprachen nur ein Pendant.)

### Duke
Die höchste Würde der Peerage ist die des Duke (vergleichbar dem deutschen Herzog). Im Jahr 1337 wurde dieser Titel erstmals verliehen, von König Eduard III. an seinen ältesten Sohn, den berühmten Black Prince (Edward of Woodstock). Nach dem Aussterben des Hauses Plantagenet 1485 verblieben von den bis dahin kreierten 16 Titeln noch vier, von denen der Titel des Duke of Lancaster traditionell vom Monarchen und der des Duke of Cornwall von seinem ältesten Sohn getragen wurde; die anderen beiden Titel waren der Duke of Norfolk und der Duke of Suffolk.
Zur Zeit der Königin Elisabeth I. gab es außer den Mitgliedern der Königsfamilie und den Dukes of Norfolk und Somerset keine Inhaber der Würde mehr. Erst 20 Jahre nach ihrem Tod wurde der erste neue Duke kreiert – George Villiers, 1. Duke of Buckingham.
Heute bestehen noch 37 Duke-Titel, davon elf in der Peerage of England, neun in der Peerage of Scotland, zwei in der Peerage of Ireland, drei in der Peerage of Great Britain und zwölf in der Peerage of the United Kingdom. Sämtliche Dukes haben neben ihrem Duketitel nachgeordnet auch noch niedrigere Titel inne und sind daher zumeist zugleich Marquesses, Earls oder Viscounts und Barone. Der älteste bis heute bestehende reguläre Duketitel ist der des Duke of Norfolk, der 1483 in der Peerage of England verliehen wurde.
Eine Reihe englischer und schottischer Herzogsfamilien stammt von Bastarden der Könige aus dem Haus Stuart ab: Duke of Grafton, Duke of St. Albans, Duke of Buccleuch, Duke of Richmond, Duke of Beaufort, Fitz-James. Ein weiterer, der Duke of Monmouth, versuchte 1685 sogar, mittels einer Rebellion gegen seinen Onkel Jakob II. auf den Thron zu kommen, was ihn den Kopf kostete. Vom mittelalterlichen Königshaus Plantagenet stammen als einzige und letzte die Dukes of Beaufort in direkter männlicher Linie ab.
Die letzte Ernennung zum Duke außerhalb der Verwandtschaft des britischen Königshauses erhielt 1874 Hugh Grosvenor, 3. Marquess of Westminster, als Duke of Westminster. Das letzte erbliche „Dukedom“ (im Unterschied zu „Duchy“, dem Territorium eines regierenden Herzogs) wurde 1889 dem Duke of Fife verliehen, seither nur noch geborenen Mitgliedern des Königshauses (Fife war nur angeheiratet). Diejenigen unter den Peers, welche Mitglieder des Königshauses sind und als Peers-Titel gewöhnlich den Herzogstitel verliehen bekommen oder erben, werden als Dukes of the Blood Royal bezeichnet (analog zu den französischen Prinzen von Geblüt). Der bisher letzte Duketitel wurde 2018 an Prince Harry verliehen, der anlässlich seiner Hochzeit mit Meghan Markle zum Duke of Sussex ernannt wurde. 
Britische Adelshäuser, deren Oberhaupt einen Herzogstitel trägt, gehören zur III. Abteilung des europäischen Hochadels und werden daher im Gothaischen Genealogischen Handbuch der Fürstlichen Häuser aufgeführt. Als Titularherzöge gelten sie nach deutscher Auffassung den souveränen und mediatisierten Häusern nicht als ebenbürtig.

### Marquess
Nach dem Duke folgt der Marquess (vergleichbar dem deutschen Markgraf). Dieser Titel wurde erst Ende des 14. Jahrhunderts eingeführt; bis dahin gab es auf den britischen Inseln keinen dem kontinentalen Markgrafen/Marquis vergleichbaren Adelstitel, auch wenn Lords in den walisischen und schottischen Grenzmarken gelegentlich auch als Marchio bezeichnet wurden. Der Titel eines Marquess (Marquess of Dublin) wurde erstmals 1385 von König Richard II. an Robert de Vere, 9. Earl of Oxford verliehen.
Es gibt gegenwärtig in der Peerage of England nur noch ein Marquessat, das nicht subsidiär zu einem Duketitel ist (Marquess of Winchester), vier in der Peerage of Scotland, sechs in der Peerage of Great Britain, acht in der Peerage of Ireland und 15 in der Peerage of the United Kingdom. Der älteste bis heute bestehende Marquesstitel ist der des Marquess of Winchester, der 1551 in der Peerage of England verliehen wurde.

### Earl
Der Titel der nächsten Rangstufe, Earl (vergleichbar dem deutschen Graf), stammt aus dem Altenglischen: Eorl oder Earl [zweisilbig gesprochen: e-arl]. Ursprünglich standen die Grafen an der Spitze der Zivilverwaltung der Grafschaften (Shires), der erbliche Besitz des Titels war an den Besitz eines gewissen Landstriches gebunden, jedoch bereits in der Zeit des Königs Johann Ohneland waren sie nur die erste Klasse der Barone, die über bedeutenden Landbesitz verfügten. Es gibt gegenwärtig etwa 300 Earlstitel, von denen etwa die Hälfte höherrangigen Titeln ihres Inhabers nachgeordnet sind. (Der Titel Earl ist ausschließlich für britische Grafen zu benutzen, ausländische Grafen heißen im Englischen Count.)
Der älteste bis heute bestehende Earlstitel ist der des Earl of Arundel, der 1141 in der Peerage of England verliehen wurde.

### Viscount
Die nächste Rangstufe ist die des Viscounts (Vizegrafen). Diesen Zwischentitel führte Heinrich VI. ein, indem er 1440 John Beaumont, 6. Baron Beaumont zum Viscount Beaumont erhob. Es gibt heute etwa 117 nicht subsidiäre Viscount-Titel.
Der älteste bis heute bestehende Viscounttitel ist der des Viscount Hereford, der 1550 in der Peerage of England verliehen wurde.

### Baron
Die älteste Adelswürde im Vereinigten Königreich ist die des Barons, heute die fünfte und niedrigste Stufe des Hochadels. „Barone des Königs“ (barones regis) war ursprünglich die Bezeichnung für Adlige, die als tenant-in-chief vom König unmittelbar belehnt wurden und diesem im Gegenzug zur Stellung einer bestimmten Anzahl von Rittern verpflichtet waren. Die ersten dieser Feudalbarone kamen aus der Normandie und erstritten Wilhelm I. dem Eroberer den Sieg über die Angelsachsen und die Eroberung Englands und wurden dafür mit reichlichem Landbesitz belohnt.
Zu einer eigenständigen Adelswürde wurde der „Baron“ erst, als die englischen Könige ab dem 13. Jahrhundert neben den Earls auch einige dieser Feudalbarone durch Writ of Summons als Mitglieder in den Königlichen Rat beriefen. Solche Writs begründeten für den geladenen einen erblichen Baronstitel (Barony by writ) und den erblichen Anspruch auf Mitgliedschaft im königlichen Rat, aus dem sich im Laufe der Zeit das Parlament und  das House of Lords entwickelte. Seit Richard II. wurden auch viele Barone durch Adelsbrief ernannt (Barony by letters patent). Seit dem 18. Jahrhundert werden Baronstitel nur noch durch Adelsbrief geschaffen.
Der älteste bis heute bestehende Baronstitel ist der des Baron de Ros, der als 1264 in der Peerage of England verliehen gilt.
Innerhalb der Peerage of Scotland heißt das Äquivalent zu englischen, irischen und britischen Barons „Lord of Parliament“. Schottische „Barons“ sind dagegen Feudalbarone, also große Grundbesitzer ohne eigenständige Peerswürde (siehe unten). Der älteste bis heute bestehende und nicht subsidiäre Lord-of-Parliament-Titel ist der des Lord Forbes, der zwischen 1436 und 1442 geschaffen wurde.

### Titulatur innerhalb der Peerage
Alle Inhaber einer Peerage (Peers) werden korrekterweise mit The Lord und dem Namen ihrer jeweiligen Peerage tituliert. Dies kann entweder ihr Familienname sein (z. B. Lord Carrington), oder der eines Ortes (z. B. Lord Hailsham), auch Kombinationen von Familien- und Ortsnamen existieren (z. B. Lord Callaghan of Cardiff). Dieses The vor dem  Namen der Peerage unterscheidet einen Lord in his own right von den Inhabern sogenannter Höflichkeitstitel (siehe unten). Bei formellen Anlässen werden Earls, Viscounts und Barone als The Right Honourable tituliert, Marquesses als The Most Honourable, Dukes hingegen als His Grace. Schottische Clan-Chiefs, Feudalbarone und untitulierte Großgrundbesitzer (Lairds) werden als The Much Honoured angesprochen.
Alle Kinder und Nachfahren im Mannesstamme von Inhabern einer Peerage gehören formell zur Gentry und sind untituliert. Jedoch hat es sich im Lauf der Zeit eingebürgert, insbesondere die Söhne der Dukes, Marquesses und Earls mit sogenannten Höflichkeitstiteln (titles by courtesy) anzureden. Der älteste Sohn eines Duke, Marquess oder Earls trägt zu Lebzeiten seines Vaters dessen zweiten Titel, aber ohne ihn wirklich zu besitzen oder selbst ein Peer zu sein. Die jüngeren Söhne eines Dukes oder Marquesses werden mit dem Prädikat Lord vor dem Vornamen tituliert. Die Söhne der Earls, Viscounts und Barone hingegen werden nicht mit Lord, sondern stattdessen mit The Honourable tituliert. Die Höflichkeitstitel werden auch in Briefen oder Visitenkarten verwendet und gelten auf Lebenszeit.
Ein konkretes Beispiel aus der Adelsfamilie Spencer-Churchill: Der volle Titel von John Spencer-Churchill, 7. Duke of Marlborough (1822–1883) lautete The Duke of Marlborough, Marquess of Blandford, Earl of Sunderland, Earl of Marlborough, Baron Spencer, Baron Churchill.
Sein ältester Sohn George trug zu Lebzeiten des Vaters den Höflichkeitstitel Marquess of Blandford, dessen Sohn Charles nannte sich, solange sein Großvater noch lebte, Earl of Sunderland. Hingegen durfte sich Randolph, der jüngere Sohn von John Spencer-Churchill, 7. Duke of Marlborough, nur Lord Randolph Churchill nennen. Beim Tod von John Spencer-Churchill, 7. Duke of Marlborough, rückte sein Sohn George zum 8. Duke of Marlborough auf, und Marquess of Blandford wurde nun dessen Sohn Charles.
Im Gegensatz dazu blieb Randolph auch weiterhin nur Lord Randolph Churchill. Sein eigener Sohn Winston, also ein Enkel von John Spencer-Churchill, 7. Duke of Marlborough, hatte überhaupt keinen Anspruch auf einen Höflichkeitstitel aufgrund seiner Abstammung mehr, sondern wurde nach einer langen Karriere erst im hohen Alter durch Königin Elisabeth II. mit der Aufnahme in den Hosenbandorden berechtigt, das Prädikat Sir zu führen.
Frauen dürfen sich Duchess, Viscountess usw. nennen, man unterscheidet aber, ob sie den Titel im eigenen Recht führen oder nicht. Einige Titel des Hochadels sind auch in der weiblichen Linie (d. h. beim Mangel der männlichen Nachkommen des Geschlechts) vererbbar, z. B. Marlborough oder Berwick. Der männliche Titel eines Earls hat kein „germanisches“ weibliches Pendant, weshalb hier das romanische Countess benutzt wird.

### Veränderungen der Peerage im 19. und 20. Jahrhundert
Bis in die 1960er Jahre gab es innerhalb der Peerage im Prinzip nur erbliche Ränge. Allerdings konnten bereits seit dem 19. Jahrhundert auch sogenannte Law Lords geschaffen werden. Es handelte sich dabei um Höchstrichter, die den Rang eines nicht-erblichen Barons auf Lebenszeit („Life Peer“) erhielten. Durch den Life Peerages Act 1958 wurde schließlich die Möglichkeit geschaffen, Barone auf Lebenszeit auch außerhalb der Law Lords zu ernennen. Die erste Person, die aufgrund dieses Gesetzes Baron wurde, war der blinde Politiker Ian Fraser, Baron Fraser of Lonsdale. Nach 1965 wurden fast ausschließlich Life Peers ernannt und nur acht neue Erb-Peers geschaffen, davon nur drei außerhalb der königlichen Familie (Viscount Whitelaw (verliehen 1983, erloschen 1999), Viscount Tonypandy (verliehen 1983, erloschen 1997) und Earl of Stockton (verliehen 1984)).
Durch viele Standeserhöhungen zum Baron auf Lebenszeit in den letzten Jahrzehnten des 20. Jahrhunderts war die Zahl der Barone so angewachsen, dass sie die überragende Mehrheit der Mitglieder des House of Lords stellten. Durch den House of Lords Act 1999 wurden die Regeln der Zugehörigkeit zum House of Lords wesentlich verändert. Seit 1999 wählen die erblichen Peers aus ihren Reihen 90 Peers als ihre Vertreter ins House of Lords.

## Besonderheiten
Es wird oft fälschlicherweise angenommen, dass Nichtbesitzer von Peerstiteln, ja gar die (jüngeren) Söhne erblicher Peers alle „bürgerlich“ seien. Dies ist falsch – der britische Adel definiert sich in einem hohen Maß durch nur teilweise verschriftlichte Sozialkonventionen, während das Gesetz nur Besitzer bestimmter Titel kennt. Die Mitglieder der Gentry, bis hin zu untitulierten Wappenträgern (Gentlemen) gelten jedoch auf dem Kontinent sowohl aus Sicht der CILANE als auch aus Sicht des Malteserordens als adelig.

### Unterschiede zwischen England und Schottland
Da Schottland lange Zeit staatliche Eigenständigkeit genoss und noch heute ein eigenes Rechtssystem besitzt, unterscheidet sich das schottische Adelsrecht in einigen Punkten vom Englischen. So kann eine Erbtochter, die keine Brüder hat, auch ohne Titel den Adel an ihre Kinder und, sofern er ihren Namen annimmt, ihren Ehemann weitergeben; ferner wird in Schottland der Adel auch an die unehelichen Kinder eines adeligen Vaters mitgeteilt, sofern sie ein Wappen mit Bastardzeichen annehmen. In England hingegen kann der Adel in weiblicher Linie nur zusammen mit einem der wenigen nicht rein agnatischen Titel vererbt werden, in allen anderen Fällen muss der Ehemann der Erbtochter um die Verleihung eines Wappens gesuchen.
In Schottland nehmen die Clans – durch einen gemeinsamen Nachnamen verbundene Gemeinschaften der (meist agnatischen) Nachfahren regionaler Herrscher und ihrer Vassalen – eine wichtige Rolle wahr, wobei der Einfluss in den Highlands größer als in den Lowlands ist (in den Lowlands spricht man strenggenommen nicht von Clans, sondern von „Lowland Families“). Die traditionellen Oberhäupter der Clans (Chiefs) und ihre Familien haben einen besonderen Adelsstatus und besitzen zudem oft Peerages und Feudaltitel. Der Titel eines Chiefs ist erblich. Meinungsverschiedenheiten des Clans werden – ähnlich wie noch heute im Haus Liechtenstein – durch eine (ggf. agnatische) Familienversammlung, die Derbhfine, gelöst. Clans, die kein offizielles Oberhaupt haben, sondern sich allein über ein Wappen definieren, werden Armigerous Clans (wappenführende Clans) bezeichnet, wobei jedes männliche Mitglied die in Schottland verpflichtenden Marks of Cadency, welche seinen agnatischen Rang offenbaren, dem Wappen hinzufügen muss. Die Rechte solcher Familien sind eingeschränkt. Armigerous Clans können allerdings durch eine Derbhfine einen Chief wählen und erlangen damit die Rechte vollwertiger Clans.

### Irland
Nicht der gesamte traditionelle Adel Irlands ist auf britischer Ebene anerkannt. Das irische System vereint in sich Eigenschaften des schottischen und des englischen Systems – genauso wie das schottische zeichnet es sich durch einen starken keltischen Charakter aus und ist durch Clans geprägt, genauso wie das Englische ist es fast vollkommen agnatisch. Mit schottischen Familien bestehen enge Verwandtschaftsbeziehungen. Zu den irischen Eigenheiten zählen die Existenz von Fürstentiteln (ansonsten ist, mit Ausnahme anerkannten Auslandsadels, der Fürst von Wales der einzige Fürst auf den britischen Inseln) sowie die außergewöhnliche Länge der Stammreihen, welche oft bereits ab dem 7. oder 8. Jahrhundert gesichert sind. Der irische Adel kann damit als der älteste Adel Westeuropas bezeichnet werden und beinhaltet viele einzigartige Titel wie etwa die des Knight of Kerry, der einzigen überlebenden der drei Erbritterschaften auf den Britischen Inseln, welche keine Baronetcies sind, oder The O'Conor Don, der der direkte Nachkomme des letzten gälischen Hochkönigs von Irland vor der anglonormannischen invasion Irlands im Jahr 1169 ist.
Die Verfassung der Republik Irland verbietet der irischen Regierung die Verleihung neuer Adelstitel. Der bestehende Adel wird dadurch jedoch nicht formell aufgehoben (auch, wenn es keine Anerkennung gibt), und sogar Nobilitierungen sind – im Ausland – möglich, wenn der Staatsbürger die Erlaubnis des Kabinetts einholt. Aus Sicht des Vereinigten Königreiches ist für Irland die englische Wappenjurisdiktion unter Garter King of Arms zuständig, er regelt adelsrechtliche Dispute und bestätigt die Vererbung irischer Peerages, Baronetcies und Wappen auch an Bürger der Republik und auch, wenn die Titel sich auf Orte, die sich in der heutigen Republik befinden, beziehen.
Der irische republikanische Wappenkönig – der Chief Herald of Ireland – hat hingegen aufgrund der Staatsform keine adelsrechtliche Autorität, woran seitens der Regierung regelmäßig erinnert wird. So wurde dem Chief Herald verboten, Clan-Chiefs und andere Familienoberhäupter in ihren Rechten zu bestätigen und Familienmatrikel zu führen, da dies mit der Missbilligung erblicher Würden und Auszeichnungen durch die aktuelle irische Politik unvereinbar ist. Die von ihm verliehenen Wappen können daher nur als Bürgerwappen gelten und gehen im Unterschied zu englischen oder schottischen Wappen nicht mit dem Adel einher, wobei natürlich für Iren die Erlangung eines englischen oder schottischen Wappens kaum komplizierter als die eines irischen ist, auch wenn die Regierung dies laut ihren eigenen Gesetzen beanstanden müsse.

### Feudaltitel
In Großbritannien existieren feudale Titel, welche als sogenannte incorporeal hereditaments nicht nur vererbt, sondern auch verkauft oder überschrieben werden können. Sie umfassen die Feudal Baronies in Schottland und die Seigneuries auf den Kanalinseln. Nach moderner Ansicht begründen sie keine eigenständige Adelswürde, können aber einen Gentleman in den Rang eines Esquires befördern. Die Lordships of the Manor in England werden of in einem Atemzug mit Feudaltiteln genannt, sind aber, ebenso wie Laird in Schottland keine Titel, sondern zeigten lediglich Landbesitz an. Eine Ansprache als Lord oder Lady, wäre somit unkorrekt, auch wenn solche Titel oft von unseriösen Vermittlern angeboten werden. 
Laut Ansicht von Lord Lyon Innes of Learney kann der Inhaber einer schottischen Feudalbaronie gar mit einem Freiherren im kontinentalen Sinne verglichen werden, was aber umstritten ist. Bis vor Kurzem erhielt jedoch jeder Besitzer einer schottischen Baronie auf Wunsch ein Wappen von Lord Lyon und damit den Adel, was der Feudalbaronie eine de facto nobilitierende Wirkung gab. Da diese Titel aber zunehmend mit dem Ziel, ohne jeglichen Bezug zu Schottland dem schottischen Adel beizutreten, missbraucht werden, soll von dieser Praxis abgegangen werden.
Viele Feudaltitel befinden sich nach wie vor im Besitz des Historischen Adels, oft auch von Peers. Auch den Mitgliedern des Königshauses werden bestimmte Feudaltitel zugewiesen.

### Kontinentale Adelsgeschlechter britischer Herkunft
Aufgrund der Gleichrangigkeit der britischen Gentry mit dem kontinentalen Niederadel und der historischen Mobilität gibt es viele kontinentale Adelsgeschlechter britischen, insbesondere schottischen Ursprunges.
Beispiele hierfür sind:
- v. Gordon (ein Zweig des Clans Gordon)
- v. Abercron
- v. Löwis of Menar
- v. Douglas (ein Zweig des Clans Douglas)
- Lermontow (ein Zweig der Familie Learmonth)

### Britischer Adel in der Neuen Welt
Unter den Kolonisten befanden sich auch Adelige. Viele prominente Familien der Vereinigten Staaten gehören zum oder stammen vom britischen Adel ab. So handelt es sich bei der Familie des ersten Präsidenten, den Washingtons, um eine alte Familie der nordenglischen Gentry. Die meisten US-Amerikaner britisch-adeliger Herkunft leben an der Ostküste und in den Südstaaten, oft stammen sie von jüngeren, nicht-erbenden Söhnen von Peers und Großgrundbesitzern ab, die mit Plantagen und Land in der Neuen Welt abgefunden wurden oder aber sich selbst eine eigene Existenz aufbauten. Zu ihren Nachkommen zählen regionale Eliten wie die Boston Brahmins und die First Families of Virginia, welche als eine Art Historischer Adel der USA angesehen werden können. Familien, die sich erst in den USA etablierten, übernahmen ihre Traditionen und traten in ihre Gesellschaft ein. Nach wie vor kommt es bei erfolgreichen Familien, die ihren Wohlstand erhalten können, nach einigen Generationen zur Aristokratisierung („Old Money“). Im 19. und frühen 20. Jahrhundert waren die Standesschranken zwischen Neureichen und Familien, die bereits wenigstens vier bis fünf Generationen prominent waren, besonders ausgeprägt und in etwa mit dem Unterschied zwischen der Ersten und Zweiten Gesellschaft in Wien vergleichbar. Durch die Vergabe ihrer (Erb-)Töchter an verarmte britische Adelige versuchten erfolgreiche Unternehmer, den Prozess der Aufnahme in die Gesellschaft der alten Familien zu beschleunigen.
Regelmäßig kommt es vor, dass US-Amerikaner sowie Kanadier Peerstitel und Baronetcies von ihren im Vereinigten Königreich lebenden Cousins erben. Bis Anfang des 20. Jahrhunderts wurden sie an kanadische Staatsbürger auch neu verliehen. Nach wie vor können Amerikaner und Australier, die eine lückenlose Abstammung von einem britischen Untertanen nachweisen können, um die Verleihung eines Wappens durch Garter King of Arms oder Lord Lyon gesuchen, allerdings treten dabei nicht alle Rechtsfolgen einer Wappenverleihung an einen britischen Staatsbürger ein, sodass der Eintritt in den britischen Adel nur bedingt gegeben ist.
Schottische Baronetcies heißen formell „Baronetcies von Nova Scotia“ und waren ein wichtiges Instrument der Kolonialpolitik in dieser Region während der Frühen Neuzeit.
Beispiele für prominente US-Amerikaner und Familien britisch-adeliger Herkunft sowie solche, die in den britischen Adel eingetreten sind:
- George Washington, 1. Präsident der USA (nordenglischer Uradel)
- Sir William Berkeley, Gouverneur von Virginia
- Richard Evelyn Byrd, Admiral und Antarktisforscher
- Albert Fairfax, 12. Lord Fairfax of Cameron, Politiker (verdunkelter Peers-Titel)
- Familie Astor
  - William Waldorf Astor, 1. Viscount Astor
  - John Jacob Astor, 1. Baron Astor of Hever

In den USA existiert eine Vielzahl von „Hereditary Societies“, welche viele Gemeinsamkeiten mit europäischen Adelsverbänden haben, aber strenggenommen selbst keine sind, insbesondere weil sie meist alle Nachfahren der Bezugsgruppe, also nicht nur solche im ehelichen Mannesstamm, aufnehmen.

## Nobilitierung
Die Initiative zur Verleihung einer Peerage, Baronetcy oder Knighthood geht heute regulär vom britischen Premierminister aus, bei einigen mit Ordensverleihungen verbundenen Erhebungen auch vom Monarchen. Die Kandidaten für eine solche Auszeichnung finden sich auf einer „Ehrenliste“ (Honours List) wieder, die der Premier dem Monarchen „untertänigst“ unterbreitet; ebenso sind die möglichen Empfänger für einen Orden (der oft die Verleihung der nichterblichen Ritterwürde beinhaltet) auf der Liste fixiert. Die Übergabe der Ehrenlisten erfolgt zu festgelegten Anlässen: Neujahr (The New Year Honours List), offizieller Geburtstag des Monarchen (Birthday Honours List), Parlamentsauflösung (Dissolution Honours List), Amtsende des Premierministers (Resignation Honours List). Kandidaten für eine Peerswürde bedürfen der Zustimmung des Prüfungskomitees des House of Lords, bevor der Monarch den Vorschlägen in der Regel umstandslos entspricht.
Die Überprüfung durch das Oberhaus ist keineswegs nur Formsache, wie die Ablehnung einer Ehrenliste im Frühjahr 2006 bewies. Den Lords missbehagte, dass Premierminister Tony Blair mehrere der Peerskandidaten angeblich erst nach Geldzuwendungen an die Labour Party – also im Rahmen eines „sweetheart deals“ – auf die Ehrenliste gesetzt haben soll.
Da jeder Wappenträger als adelig gilt, ist ein vom Garter King of Arms oder Lord Lyon King of Arms ausgestellter Wappenbrief zugleich ein Adelsbrief und die Verleihung eines britischen Wappens an einen britischen Staatsbürger ist eine Form der Nobilitierung. Damit zählt Großbritannien zusammen mit Spanien und Belgien zu den wenigen Ländern, in welchen der erbliche Adel keinen geschlossenen Kreis darstellt, sondern weiterhin um neue Familien erweitert wird. Die größte Besonderheit des britischen Adelssystems ist somit, dass die Neuaufnahme in den untitulierten Adel nicht direkt durch den Monarchen, sondern durch die beiden Wappenkönige erfolgt, und dass es aufgrund der Adelseigenschaft von Wappen in Großbritannien strenggenommen keine bürgerlichen Wappen gibt.
Zur Genealogie des britischen und irischen höheren Adels siehe Burke’s Peerage.

## Adelsverbände und Interessenvertretungen
Der britische Adel engagiert sich in verschiedenen Adelsverbänden, Interessenvertretungen und Räten. Es gibt neben allgemeinen Vereinigungen, die allen Adeligen offenstehen, auch Organisationen nur für bestimmte Stände bzw. Rangstufen und Regionen.
- Commission and Association of Armigerous Families of Great Britain (britischer CILANE-Verband, für alle durch Wappen Adeligen sowie Besitzer von Titeln auch ohne Wappen)
- Hereditary Peerage Association (Inhaber erblicher Peers-Titel und ihre ältesten Söhne)
- Standing Council of the Baronetage (Baronets)
- Standing Council of Scottish Chiefs (schottische Clan-Häuptlinge)
- Registry of Scots Nobility (titulierter schottischer Adel einschließlich der Inhaber von Feudaltiteln)
- Society of Scottish Armigers (gesamter schottischer Adel sofern im Besitz eines schottischen Wappens)
- Assembly of the Feudal Baronage (Inhaber schottischer Feudaltitel)
- Manorial Society (Interessenvertretung der Inhaber vor allem englischer Feudaltitel, aber auch Peers, Baronets, untitulierte Adelige und Nichtadelige finden sich unter den Mitgliedern)